# Alain Declercq
Pour les articles homonymes, voir Declercq.
 (juillet 2024).
Si vous disposez d'ouvrages ou d'articles de référence ou si vous connaissez des sites web de qualité traitant du thème abordé ici, merci de compléter l'article en donnant les références utiles à sa vérifiabilité et en les liant à la section « Notes et références ».
Alain Declercq (né le 6 novembre 1969 à Moulins), est un artiste plasticien français. Il vit et travaille à Paris et New York. Il est représenté à Paris par la galerie Loevenbruck. Il enseigne à l’École régionale des beaux-arts d'Angers et à l'École nationale supérieure des arts décoratifs de Paris. 
Après avoir obtenu un diplôme supérieur d’arts appliqués en design graphique et le diplôme national supérieur des arts décoratifs de Paris en photographie et vidéo, il a suivi le cursus de post-diplôme de l’École supérieure des beaux-arts de Nantes Métropole. Alain Declercq a notamment séjourné à New York dans le cadre des ateliers ISCP, avec le soutien de CulturesFrance et à Séoul pour Platform organisé par samuso. 
Il a participé à de nombreuses expositions collectives et plusieurs expositions personnelles lui ont été consacrées, en France et à l’étranger, dont une rétrospective de son œuvre, en 2010, à la Villa Tamaris (La Seyne-sur-mer, France). À cette occasion, un catalogue a été édité (BlackJack et Loevenbruck, 2010). 
À travers des installations, des photographies et des vidéos, l'œuvre artistique d'Alain Declercq explore les rapports d'oppression du pouvoir, notamment dans le domaine des forces de l'ordre (Police), du secret d'État et du terrorisme.
L'artiste obtient une certaine couverture médiatique, à la suite de la diffusion d'un documentaire pastichant les attentats du 11 septembre 2001, suivi d'étranges perquisitions de la Police à son domicile. Il s'intéresse plus tard au gangster, Jacques Mesrine, qui lui inspire une œuvre "L'instinct de mort" tiré de son roman autobiographique qu'il réalise à l'aide d'une carabine à la manière de William Burroughs ou Niki de Saint Phalle. Il est célèbre pour sa photo où il vise à l'arme à feu un B52 et déclare "J’ai réellement été suspecté d’être le chaînon manquant entre Al-Qaïda et l’ETA espagnol !."

## Expositions

### Expositions personnelles
- 1998 : « Cour privée », Centre d'art de Valence, Paris
- 1999 :
  - « Rendez-vous avec X », Galerie chez Valentin, Paris
  - « Retour à la réalité », Zoo Galerie, Nantes
- 2000 :
  - « État de siège », Galerie Journiac, Université St Charles, Paris
  - « Capitaine Pip », Centre d'art de Brétigny sur Orge, Brétigny sur Orge
- 2001 :
  - « Panoptique », Transpalette/emmetrop, Bourges
  - « Souvenirs », Centre d'art de Beauvais, Beauvais
  - « Light show », Stephan Ackermann Art Agency, Luxembourg
  - « Knife show », Esch-sur-Alzette, Luxembourg
  - « Basic race », Galerie Manet, Gennevilliers
  - « Guerre et paix », Beaux-Arts de Rouen, Rouen
- 2002 :
  - « Welcome home boss », Galerie Loevenbruck, Paris
  - « Jolly Roger », la Passerelle, Brest
  - « Make up », Centre d'art de Brétigny sur Orge, Brétigny sur Orge
- 2003 :
  - « FIN », Galerie VKS, Toulouse
  - « Jolly Roger », Galerie Quarantine, Amsterdam
  - « One man shot », FIAC, Paris
  - « One man shot 2 », Stéphane Ackermann Art Agency, Luxembourg
- 2004 :
  - « Where you goin'with that gun in your hand ? », Le Parvis centre d'art contemporain, Tarbes
  - « Face à face », École des Beaux Arts, Angers
- 2005 : « I am Mike », Museum 52, Londres ; Galerie Loevenbruck, Paris
- 2006 : « Embedded VS Wildcat », Galerie JackyStrenz, Frankfort, Allemagne ; Galerie VOX, Montréal ; Le Dojo, Nice
- 2007 : « VIDEOROOM », Concept-store Michard Ardillier, Bordeaux
- 2009 : « Hidden », Galerie Loevenbruck, Paris
- 2010 : « Alain Declercq », Villa Tamaris, Centre d'Art, la Seyne-sur-Mer, France
- 2011 : « Fallout », Elaine Levy Project, Bruxelles, Belgique
- 2012 : « Here I am », L'angle, Roche-sur-Foron, France

### Expositions collectives
- 2006 : « Notre histoire », Palais de Tokyo, Paris
- 2007 : « News Horizons », La Centrale Électrique, European Centre for Contemporary Art, Bruxelles, Belgique
- 2009 : « Vies Imaginaires », Musée d'Art Moderne de la Ville de Paris, Paris
- 2010 :
  - « Le Meilleur des Mondes », MUDAM, Luxembourg
  - « Le pire n'est jamais certain », Centre Pompidou, Paris, France
- 2011 : « Paris-Delhi-Bombay… », Centre Pompidou, Paris, France
- 2012 : « Projections urbaines », Yokohama Red Brick Warehouse no 1, Yokohama, Japon
- 2013 :
  - « Honey, I rearranged the collection / Philippe Cohen collection », Petach Tikva Museum of Art, Tel Aviv, Israël
  - « A More Perfect Day - Collection of MUDAM Luxembourg », ArtSonje Center, Séoul, Corée

## Vidéos
- Mike (en français)[6]
- Mike (en anglais)[7]
- État de siège[8]
- Escape[9]

## Publications

### Monographies
- Catalogue 01, Éditions Alain Declercq, 12 x 12 cm, 40 pages, 1999.
- Welcome Home, Boss, Éditions Loevenbruck, 2002  (ISBN 2-912688-28-0)
- LE POULPE, Cyrille Poy la vérité sur les beaux bars, Isthme éditions, Aide à la production Le Parvis, Tarbes, diffusion Éditions Sept, 2006
- Alain Declercq contre le docteur Mabuse !, Villa Tamaris, document édité à l'occasion de l'exposition Alain Declercq à la Villa Tamaris Centre d'Art, la Seyne-sur-Mer, Communauté d'Agglomération Toulon Provence Méditerranée, 14 pages, 2010  (ISBN 978-2-915718-49-2)
- Alain Declercq, Blackjack éditions et éditions Loevenbruck, Paris, Textes de Samuel Bianquini, Nicole Brenez, Sébastien Thiery, Jan Van Woensel et Gérard Wacjman, Édition française/ Édition anglaise, 206 pages, 2010  (ISBN 978-2-91806-308-7)
- Boum Julie, éditions Jannink, 48 pages, Paris, 2012  (ISBN 978-2-916067-74-2)

### Ouvrages collectifs
- Notre Histoire, Paris Musées, Catalogue de l'exposition "Notre Histoire", Palais de Tokyo, Paris, 2006  (ISBN 2-87900-950-2)
- Promenade au zoo, Éditions deValence, 184 pages, 2007  (ISBN 978-2-9530347-0-7) (OCLC 822836645)
- French connection, BlackJack Éditions, 797 pages, 2008  (ISBN 978-2-918063-02-5)
- Text(e)s, Éditions Loevenbruck, Paris, Français/Anglais, 61 auteurs, 496 pages, 2009  (ISBN 978-2-916636-03-0)
- Paris-Delhi-Bombay…, Éditions du Centre Pompidou, Paris, Français/Anglais, 60 pages, 2011  (ISBN 978-2-84426-527-2)
- Paris-Delhi-Bombay…, Éditions du Centre Pompidou, 364 pages, 2011  (ISBN 978-2-84426-526-5)

## Collections publiques
- Centre national des arts plastiques, Paris[10]
- Les Abattoirs, Toulouse[11]
- FRAC Poitou-Charentes, Linazay[12]
- Musée d'Art moderne Grand-Duc Jean, Luxembourg[13]